# South Bucks
South Bucks est un ancien district du Buckinghamshire, en Angleterre. Il est créé le 1er avril 1974 sous le nom de Beaconsfield, adopte le nom de South Bucks en 1980 et disparaît le 1er avril 2020, lorsqu'une réforme de l'administration locale du Buckinghamshire dissout les anciens districts du comté.

## Liste des localités
Les villes et paroisses civiles qui constituaient le district sont :
- Beaconsfield
- Burnham
- Denham
- Dorney
- Farnham Royal
- Fulmer
- Gerrards Cross
- Hedgerley
- Iver
- Stoke Poges
- Taplow
- Wexham